# Come On Pilgrim
Albums de Pixies
Surfer Rosa
(1988)
Come On Pilgrim est un EP des Pixies, sorti en 1987. Il s'agit de leur première production commercialisée. Les huit titres sont issus d'une cassette, appelée Purple Tape. Cette cassette avait été enregistrée afin de faire des démarches auprès des maisons de disques. 
Ce disque est désormais commercialisé avec l'album Surfer Rosa sur un seul CD.

## Liste des titres
1. Caribou - 3:14
2. Vamos - 2:54
3. Isla De Encanta - 1:41
4. Ed Is Dead - 2:30
5. The Holiday Song - 2:15
6. Nimrod's Son - 2:17
7. I've Been Tired - 3:01
8. Levitate Me - 2:38